# Mojah (Einheit)
Mojah, auch Mo-jah, war ein burmesisches Längenmaß.
- 1 Mojah = 1/96 Taong/Elle = 5 Millimeter
  - 4 Mojah = 1 T’hit/Finger

Die Maßkette war:
- 1 Taim/Taong = 2 Twach = 3 Mehk = 4 T‘hit = 96 Mojah = 48,513 Zentimeter[1]